# Songkolong
Songkolong est un village de la commune de Bankim situé dans la région de l'Adamaoua et le département de Mayo-Banyo au Cameroun, près de la frontière avec le Nigeria.

## Population
Lors du recensement de 2005, 5 288 personnes y ont été dénombrées.